# Guixers
Guixers är en kommun i Spanien.   Den ligger i provinsen Província de Lleida och regionen Katalonien, i den nordöstra delen av landet, 500 km öster om huvudstaden Madrid. Antalet invånare är 132. Arean är 66 kvadratkilometer. Guixers gränsar till La Coma i la Pedra, Sant Llorenç de Morunys, Gósol, Fígols, Montmajor, Castellar del Riu, Capolat, Navès och Odèn. 
Terrängen i Guixers är kuperad åt sydost, men åt nordväst är den bergig.